# Cyclocross-Weltmeisterschaften 2009
Die Cyclocross-Weltmeisterschaften 2009 wurden am 31. Januar und 1. Februar in Hoogerheide ausgetragen, auf dem Gelände des GP Adrie van der Poel.

## Ergebnisse

### Männer
| Platz | Land       | Sportler      |
| ----- | ---------- | ------------- |
| 1     | Belgien    | Niels Albert  |
| 2     | Tschechien | Zdeněk Štybar |
| 3     | Belgien    | Sven Nys      |

### Frauen
| Platz | Land               | Sportler          |
| ----- | ------------------ | ----------------- |
| 1     | Niederlande        | Marianne Vos      |
| 2     | Deutschland        | Hanka Kupfernagel |
| 3     | Vereinigte Staaten | Katherine Compton |

### Junioren
| Platz | Land        | Sportler         |
| ----- | ----------- | ---------------- |
| 1     | Niederlande | Tijmen Eising    |
| 2     | Niederlande | Corné van Kessel |
| 3     | Frankreich  | Alexandre Billon |

### U 23
| Platz | Land        | Sportler            |
| ----- | ----------- | ------------------- |
| 1     | Deutschland | Philipp Walsleben   |
| 2     | Deutschland | Christoph Pfingsten |
| 3     | Polen       | Paweł Szczepaniak   |